# 定金
定金為漢字文化圈中的法律專用術語，並非另一種常用的名詞「訂金」。定金常出現於甲方表明意圖向乙方購買某物品或服務時，先支付一個小於應付價格數字的金錢以担保双方最终履行交易。如果后来甲方决定不再购买乙方的该物品或服务，这笔金钱就归乙方；如果后来乙方决定不出售该物品或服务给甲方，则乙方需双倍返还定金给甲方。

## 法定意義
定金為專用法定詞語，任何契約中有定金兩字出現時在法律上自動適用其相關規定，並不需要在契約中另表敘述。
在《中華人民共和國合同法》第115條明定「定金責任」，向對方給付定金作為債權的擔保，債務人履行債務後，定金應當抵作價款或者收回。給付定金的一方不履行約定的債務的，無權要求返還定金；收受定金的一方不履行約定的債務的，應當雙倍返還定金。《中華人民共和國擔保法》第六章定金：第89條～第91條。
由此可知定金可解釋為「確定契約生效之抵押金」，一經交付就視同契約開始生效，給付方違約時則錢被沒收，收受方違約時則雙倍返還。所以較偏向給付方，因為實務中通常收受方是商家或企業而給付方是消費者一般個人。至於民間常用「訂金」一詞並無法律賦予意義，所以內容由雙方自行約定，若無約定則不能視為有什麼法律效果，前述的沒收或是罰雙倍自然也都不存在，一字之差可以說是意義有較大不同。
在《中華民國民法》中之訂金與定金為同樣的法律用語及法律效力。